# Jorge Fuentes Monzonís-Villalonga
Jorge Fuentes Monzonís-Villalonga (Castellón de la Plana, 12 de abril de 1940) es un antiguo diplomático español.
Fuentes nació en Castellón de la Plana, aunque de padres originarios de la ciudad de Burriana; muy pronto se trasladó a Valencia junto a sus tres hermanos. Era hijo del ingeniero responsable de Hidroeléctrica Española en la Región Valenciana.
Licenciado en Ciencias Políticas y Económicas y en Derecho, ingresó en 1972 en la carrera diplomática. Estuvo destinado en las representaciones diplomáticas españolas en Túnez y Estados Unidos. Fue subdirector general de Europa Oriental y representante permanente en el Consejo de la Unión Europea Occidental y en misión especial para el Diálogo Político en los Países de la ampliación de la Unión Europea. De 2005 a 2009 fue jefe de la misión de la Organización para la Seguridad y Cooperación en Europa (OSCE) en Croacia. Hasta noviembre de 2010 fue embajador de España en Bulgaria, cargo que ya había ocupado anteriormente entre 1993 y 1997; en aquella ocasión acompañó a los reyes en su primera visita al país balcánico, y fue testigo de la vuelta de Simeón de Bulgaria a su nación en 1996.